# Un paraguas bajo la lluvia
Un paraguas bajo la lluvia es una obra de teatro de Víctor Ruiz Iriarte que fue estrenada en el Teatro de la Comedia de Madrid el 15 de septiembre de 1965.

## Argumento
La finada Doña Florita se aparece a su hija Florita un día de lluvia en Madrid. Doña Florita pretende mostrarle a su hija cómo la historia de las mujeres de su familia siempre se repite en lo que a la busca del hombre perfecto se refiere, aun cambiando el contexto histórico y el papel de la mujer en la sociedad. Se recrean, de ese modo, las peripecias de cuatro generaciones de Floritas, en sucesivos cuadros: 1885, 1905, 1936 y 1965.

## Representaciones destacadas
- Teatro (Estreno, 1965). Intérpretes: Alfredo Landa, Mabel Karr, Gracita Morales, Julia Caba Alba y Antonio Vico.
- Televisión (Estudio 1, TVE, 1969). Dirección: Gustavo Pérez Puig. Intérpretes: Tina Sáinz,  Luchy Soto, Carmen de la Maza,  Fiorella Faltoyano, Marisol Ayuso, Luis Varela, Jaime Blanch, Ricardo Merino, José María Escuer,  Luis Peña.
- Televisión (Tarde de teatro, TVE, 1986).  Dirección: Cayetano Luca de Tena. Intérpretes: María José Goyanes (Florita), Victoria Rodríguez (Doña Florita), Alfonso del Real, María Silva, Luis Varela.